# Нойвід (район)
50°26′ пн. ш. 7°28′ сх. д. / 50.43° пн. ш. 7.46° сх. д.
Нойвід (нім. Neuwied) — район в Німеччині, у складі федеральної землі Рейнланд-Пфальц. Адміністративний центр — місто Нойвід. Площа району — 984,21 км².
Район поділяється на 62 громади.

## Населення
Населення району становить 183 131 осіб (станом на 31 грудня 2020).

## Адміністративний поділ
Район складається з 1 міста та 61 громад, об'єднаних у 8 об'єднань громад:
| Міста 1. Нойвід (64860) Об'єднання громад - Управління Асбах: 1. Асбах (7410) 2. Бухгольц (4531) 3. Нойштадт (6436) 4. Віндгаґен (4216) - Управління Бад-Геннінґен 1. Бад-Геннінґен (5982) 2. Гаммерштайн (318) 3. Лойтесдорф (1716) 4. Рейнброль (4097) - Управління Вальдбрайтбах 1. Брайтшайд (2140) 2. Датцерот (254) 3. Гаузен (1866) 4. Нідербрайтбах (1548) 5. Росбах (1447) 6. Вальдбрайтбах (1868) - Управління Дірдорф 1. Дірдорф (5767) 2. Ґросмайшайд (2318) 3. Ізенбурґ (618) 4. Кляйнмайшайд (1315) 5. Марієнгаузен (493) 6. Штебах (362) - Управління Лінц-на-Рейні 1. Даттенберґ (1479) 2. Касбах-Оленберґ (1405) 3. Лойбсдорф (1589) 4. Лінц-ам-Райн (6209) 5. Оккенфельс (1079) 6. Санкт-Катарінен (3384) 7. Феттельшос (3590) | - Управління Ренґсдорф 1. Ангаузен (1369) 2. Бонефельд (957) 3. Ельшайд (1523) 4. Гардерт (858) 5. Гюммеріх (771) 6. Куртшайд (970) 7. Майнборн (515) 8. Мельсбах (2018) 9. Обергоннефельд-Ґіренд (1066) 10. Оберраден (664) 11. Ренґсдорф (2787) 12. Рюшайд (824) 13. Штрассенгаус (1917) 14. Тальгаузен (746) - Управління Пудербах 1. Дернбах (1019) 2. Деттесфельд (642) 3. Дюргольц (1299) 4. Ганрот (626) 5. Гаршбах (414) 6. Лінкенбах (501) 7. Нідергофен (437) 8. Нідервамбах (450) 9. Обердрайс (867) 10. Пудербах (2379) 11. Ратцерт (236) 12. Раубах (1988) 13. Роденбах-Пудербах (695) 14. Штаймель (1306) 15. Урбах (1474) 16. Вольдерт (592) - Управління Ункель 1. Брухгаузен (938) 2. Ерпель (2542) 3. Рейнбрайтбах (4473) 4. Ункель (4971) |

Дані про населення наведені станом на 31 грудня 2020

## Світлини

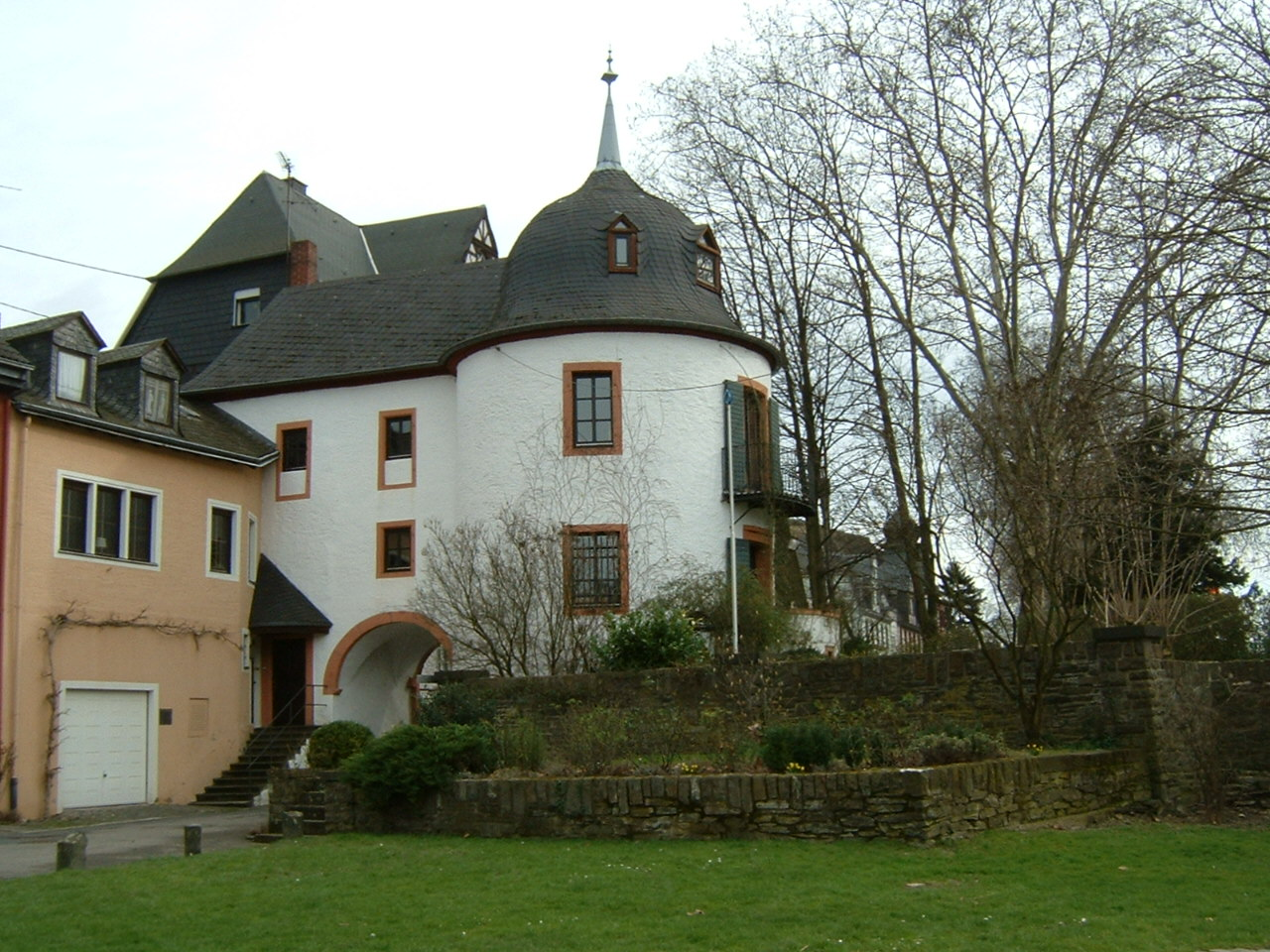
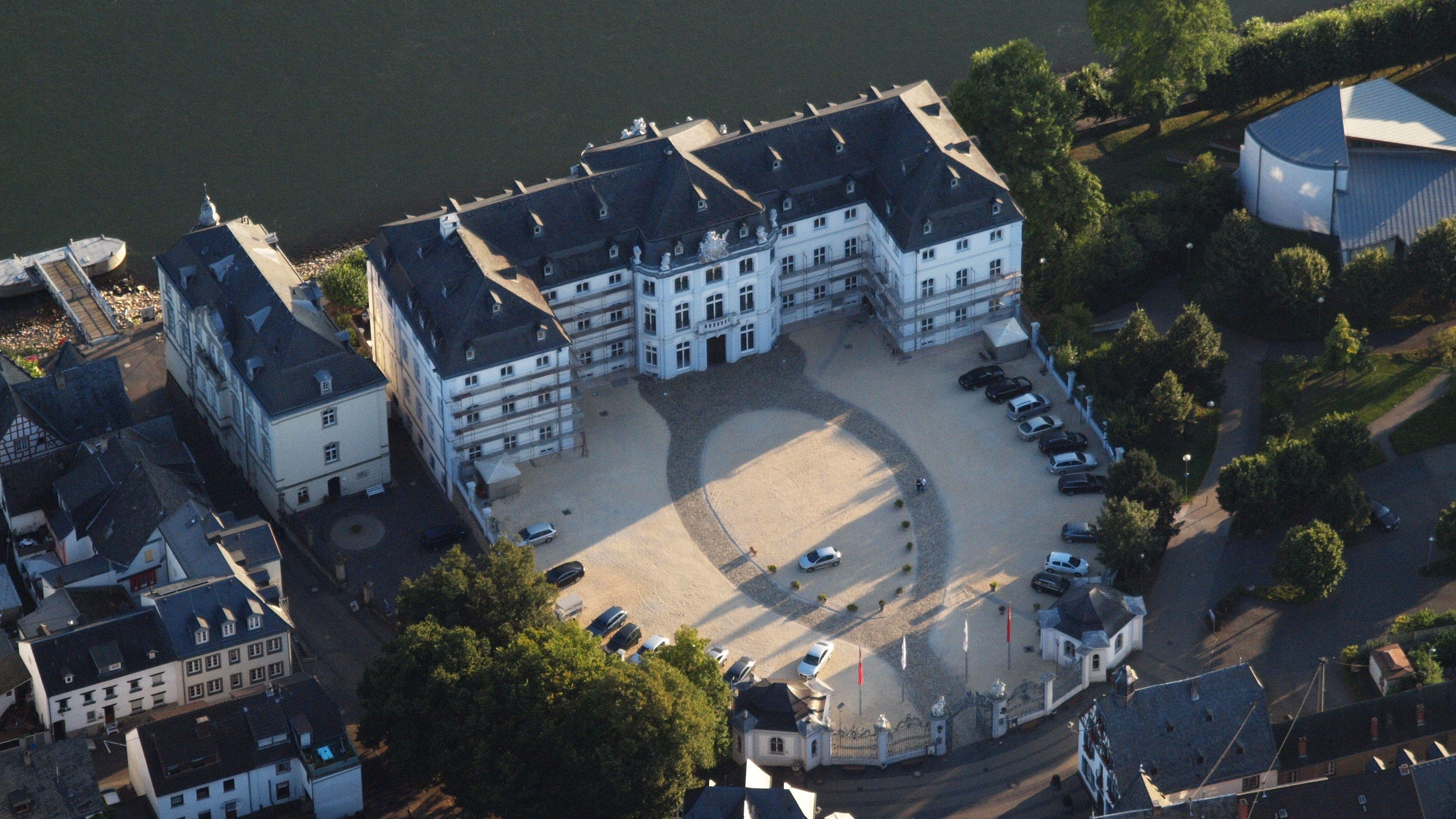
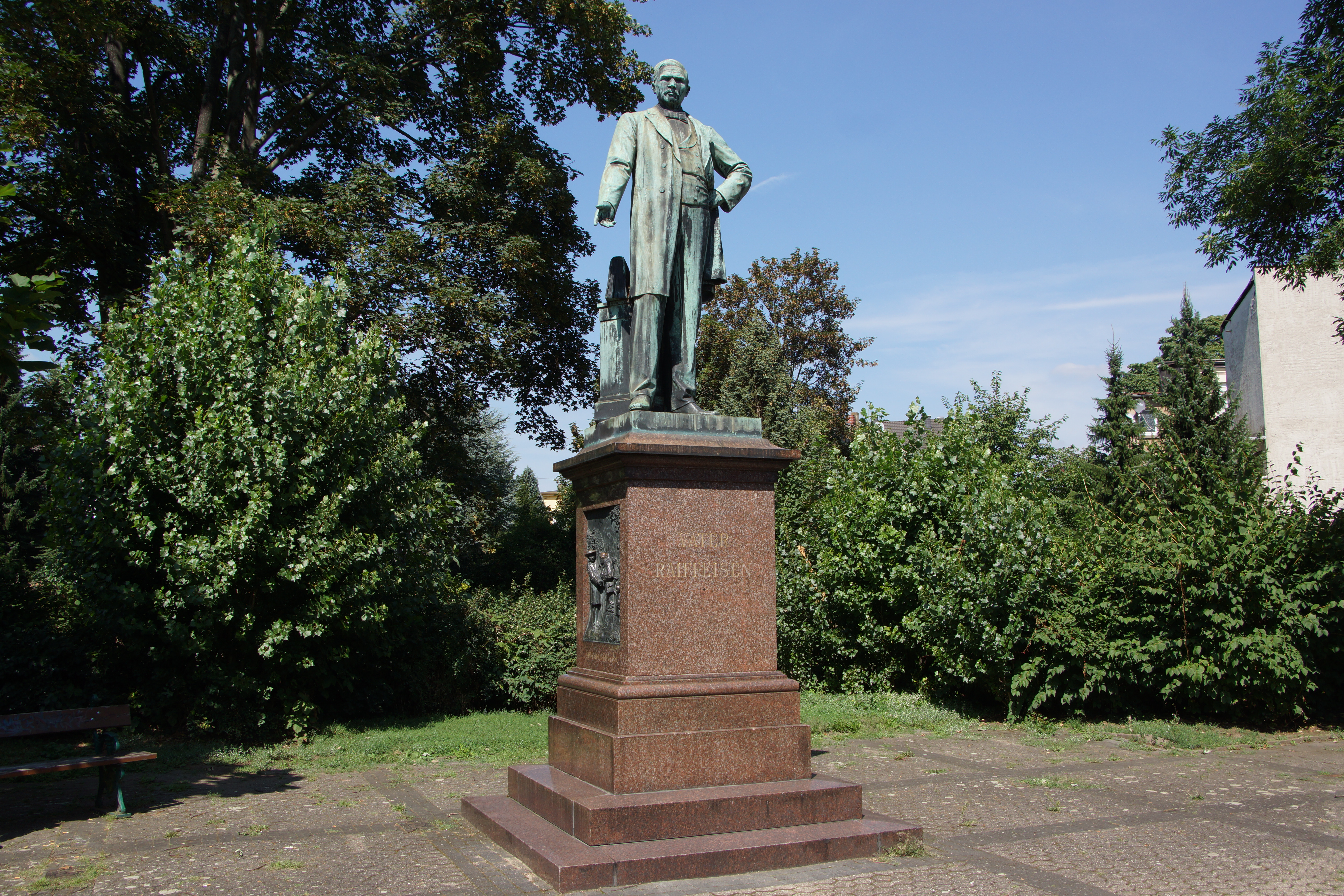
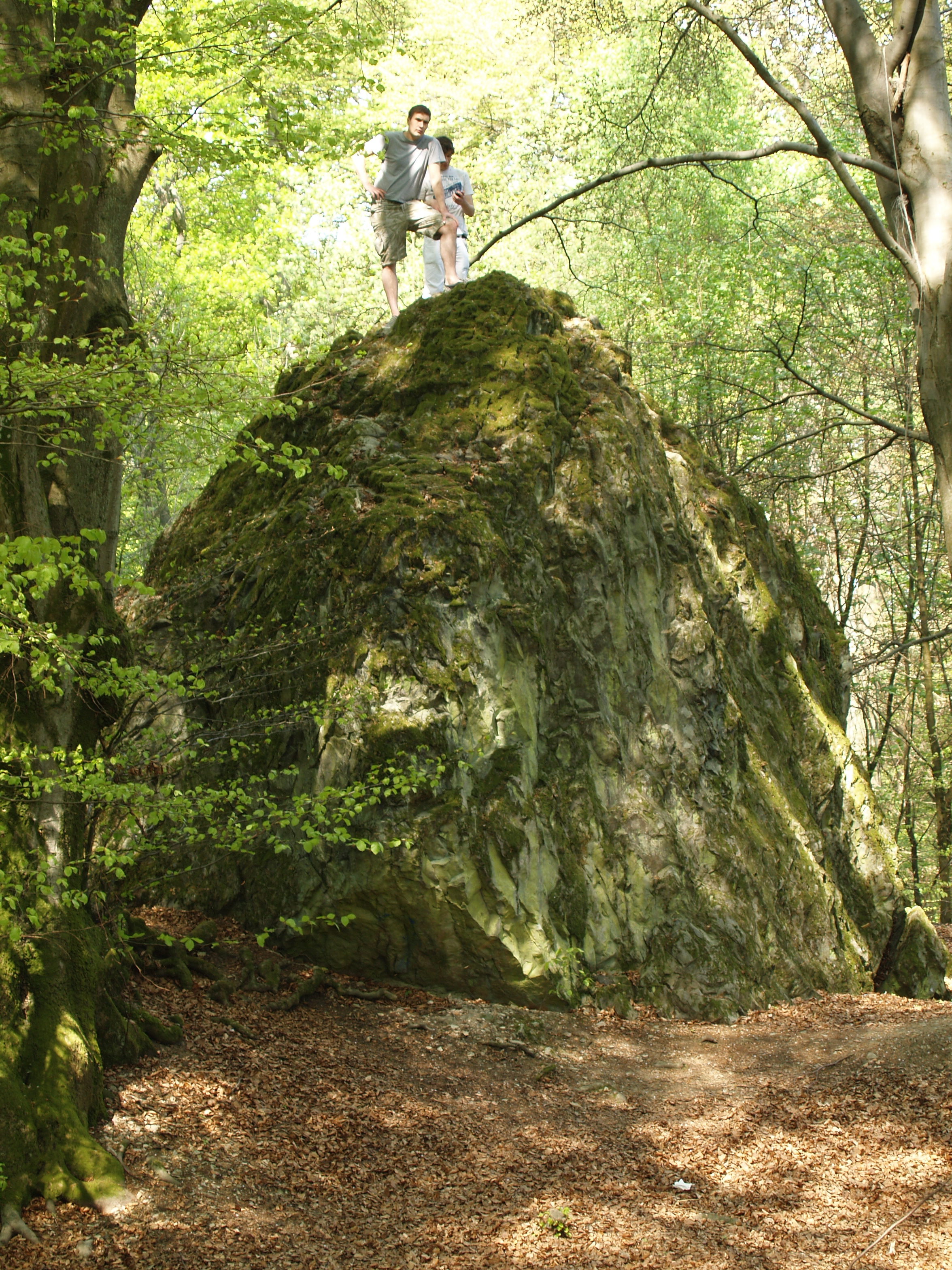
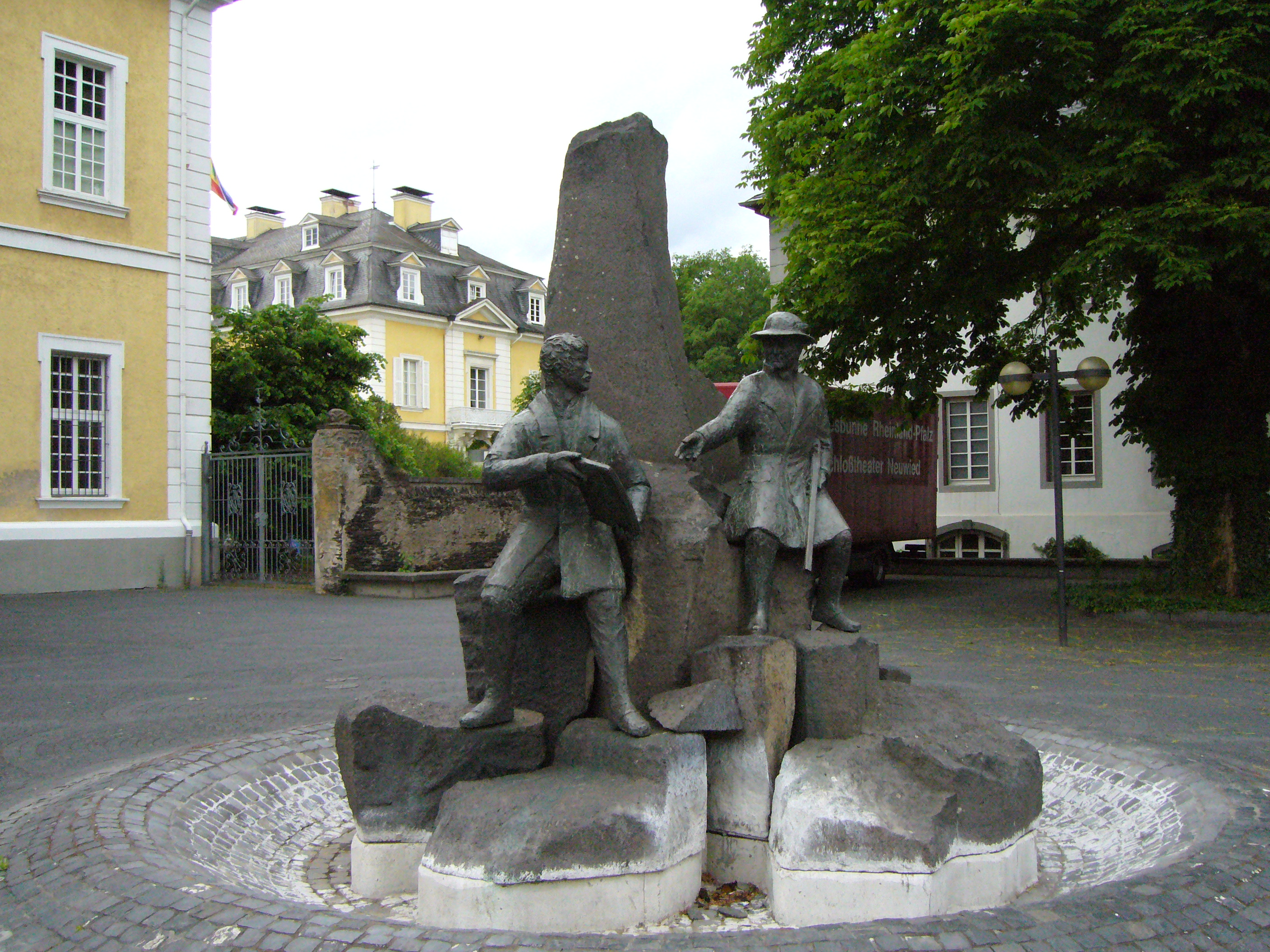
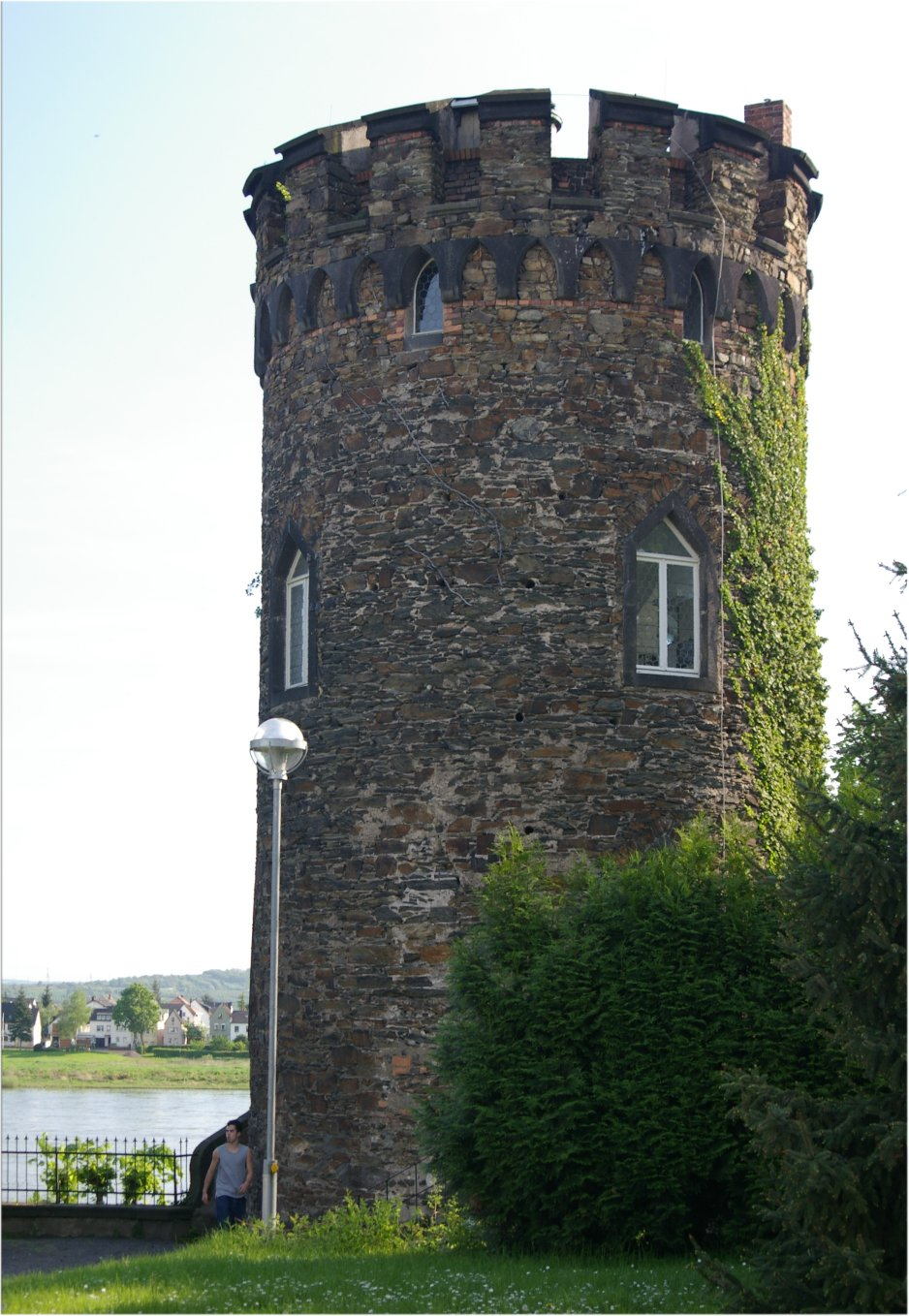
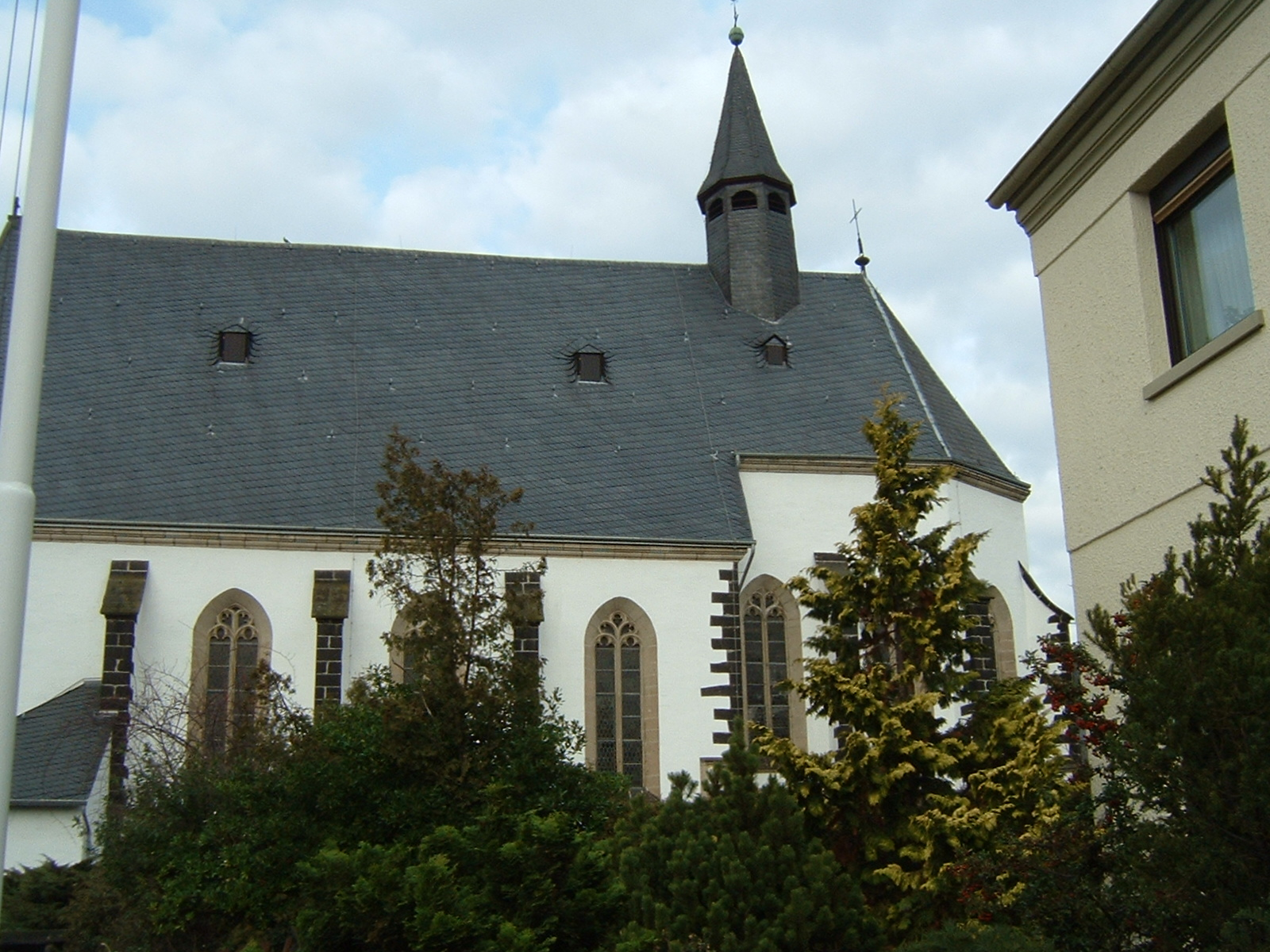